# Jelenice (Malý Újezd)
Jelenice jsou vesnice, část obce Malý Újezd v okrese Mělník ve Středočeském kraji. Nachází se asi dva kilometry severovýchodně od Malého Újezda. Jelenice leží v katastrálním území Jelenice u Mělníka o rozloze 4,24 km². V katastrálním území Jelenice u Mělníka leží i Vavřineč.

## Historie
První písemná zmínka o vesnici pochází z roku 1361.

## Přírodní poměry
K západnímu okraji vesnice zasahují národní přírodní památka Polabská černava a přírodní památka Dolní Pšovka.

## Obyvatelstvo
| Rok            | 1869 | 1880 | 1890 | 1900 | 1910 | 1921 | 1930 | 1950 | 1961 | 1970 | 1980 | 1991 | 2001 | 2011 | 2021 |
| -------------- | ---- | ---- | ---- | ---- | ---- | ---- | ---- | ---- | ---- | ---- | ---- | ---- | ---- | ---- | ---- |
| Počet obyvatel | 194  | 220  | 227  | 212  | 250  | 242  | 245  | 172  | 170  | 157  | 131  | 114  | 146  | 244  | 291  |
| Počet domů     | 33   | 36   | 37   | 39   | 40   | 41   | 53   | 54   | 54   | 48   | 41   | 49   | 57   | 77   | 103  |

## Obecní správa
Při sčítání lidu v letech 1850–1960 Jelenice byly samostatnou obcí v okrese Mělník. Od 1. července 1960 jsou částí obce Malý Újezd v okrese Mělník. V letech 1850–1960 k obci patřila Vavřineč.